# Lopha cristagalli
Huître zigzag, Huître crête de coq
Espèce
Synonymes
- !Ostrea crista-galli (Linnaeus, 1758)
- Alectryonia rara Fischer von Waldheim, 1807
- Crassostrea cristagalli (Linnaeus, 1758)
- Mytilus cristagalli Linnaeus, 1758
- Ostrea cristagalli (Linnaeus, 1758)
- Ostrea cristagalli (Linnaeus, 1758)
- Ostrea townsendi Melvill, 1898

L’Huître zigzag, ou Huître crête de coq (Lopha cristagalli), est une espèce de mollusques bivalves de la famille des Ostréidés.

## Description et caractéristiques
C'est une grosse huître, qui peut dépasser les 20 cm de diamètre (en moyenne plutôt 10). On la reconnaît à son ouverture en forme de zigzag très marquée ; ce trait se retrouve chez certaines autres espèces (telle Hyotissa hyotis), mais l'huître zigzag s'en distingue par la finesse de sa coquille et surtout par le fait que quand elle est vivante elle est pratiquement toujours couverte par une éponge symbiotique. L'intérieur de la coquille est nacré et souvent jaunâtre. 
Cette espèce se nourrit essentiellement de plancton, qu'elle filtre dans l'eau.

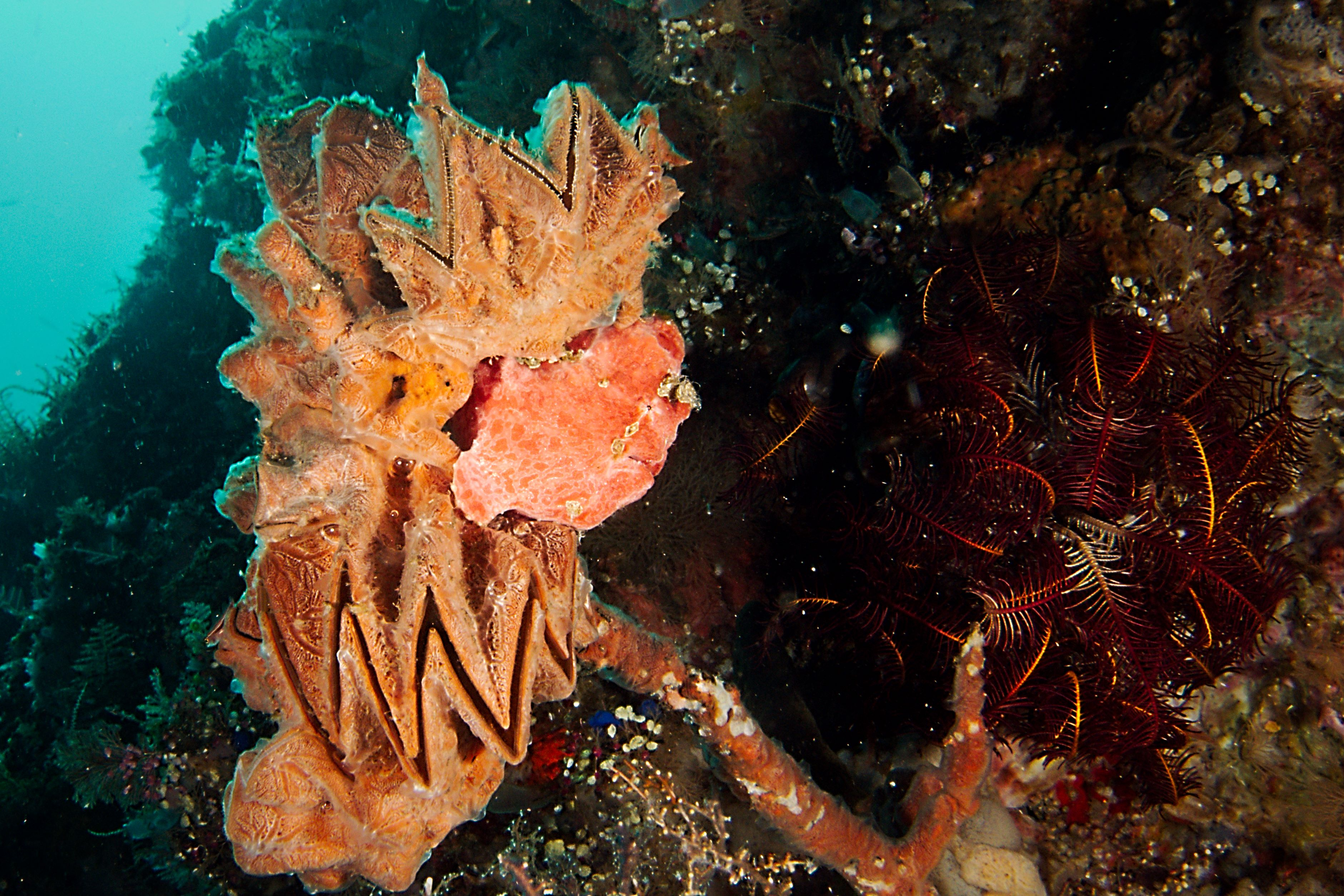
in situ.
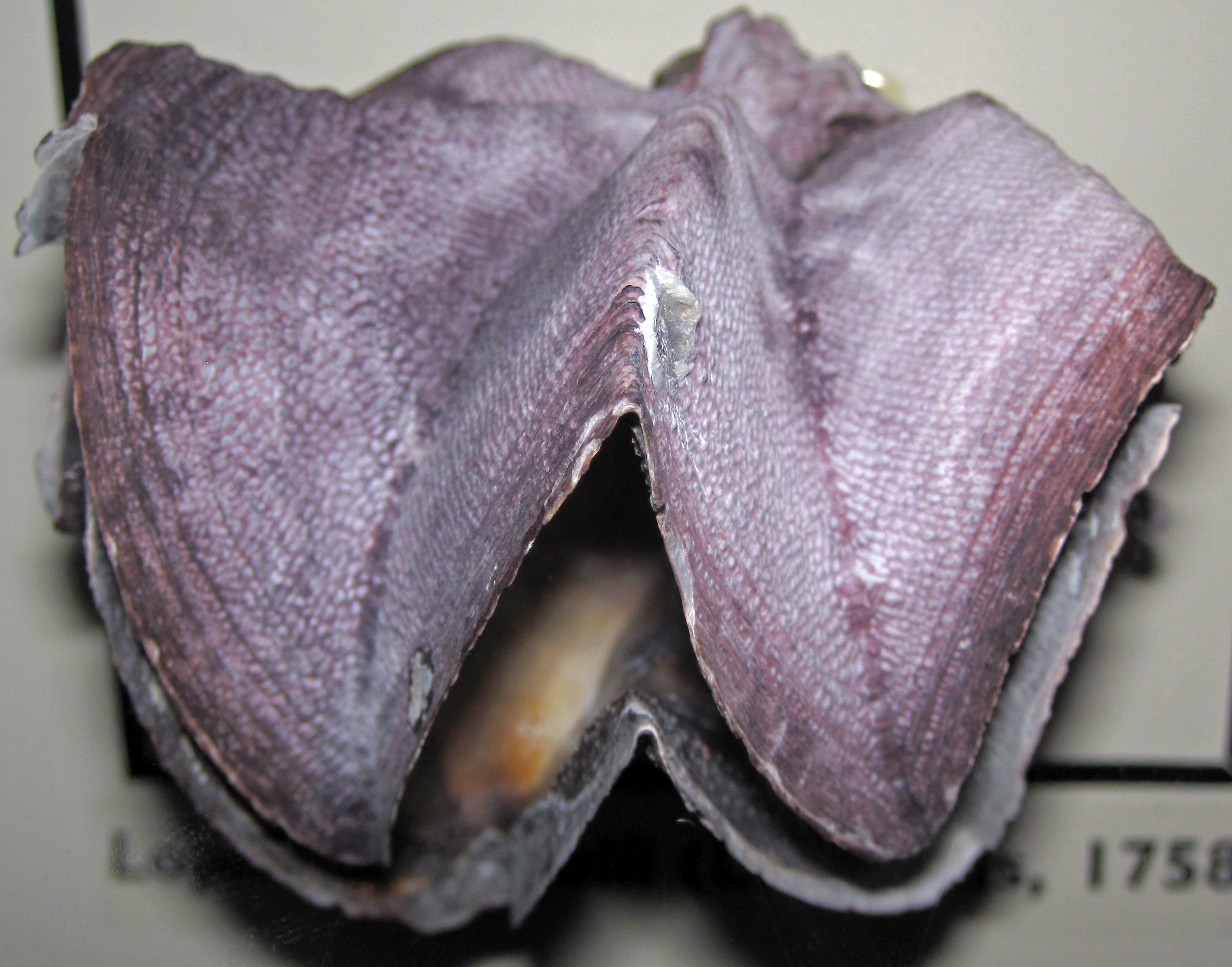
Spécimen de Musée.
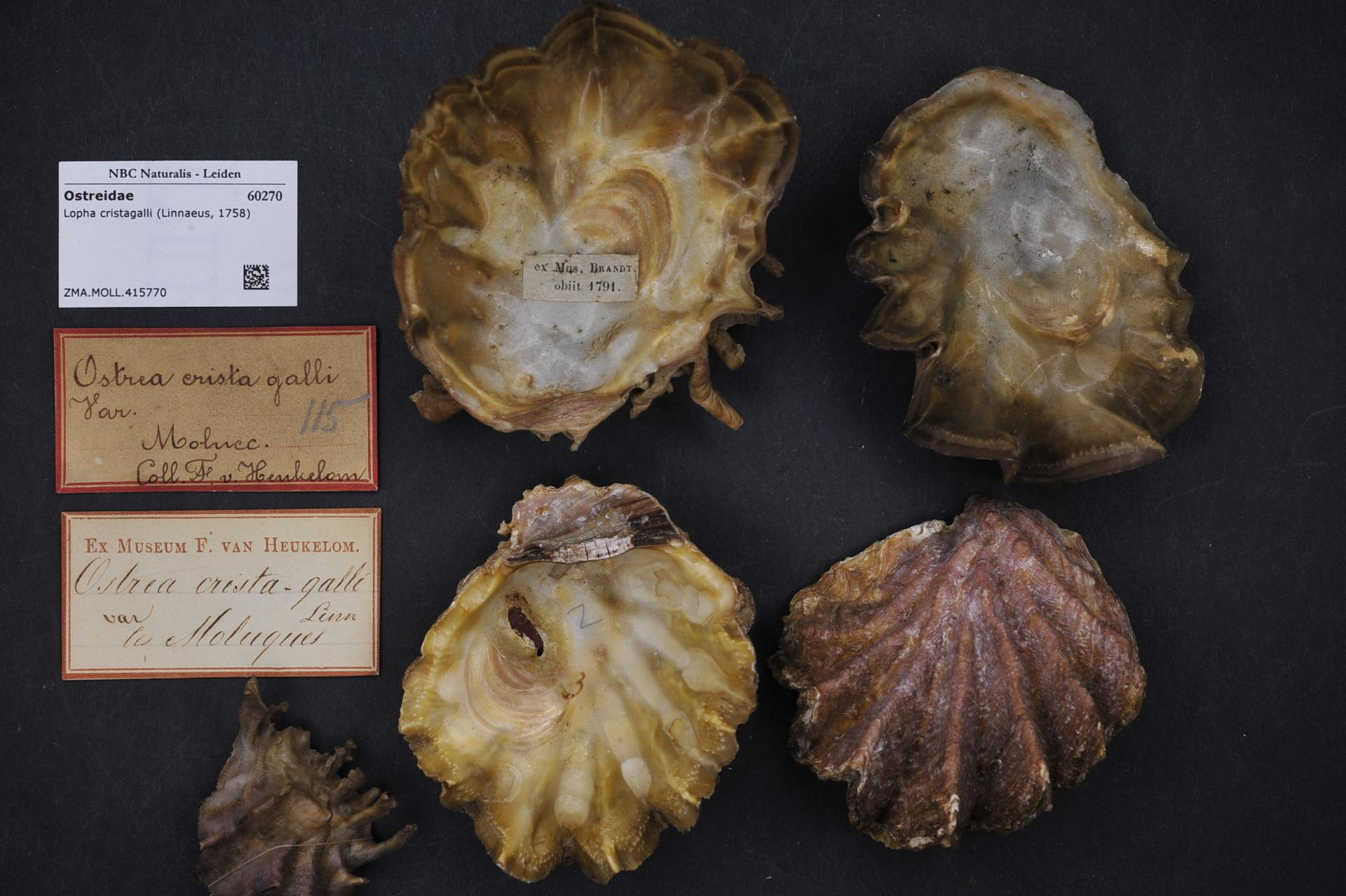
Coquille au Musée zoologique d'Amsterdam.

## Habitat et répartition
C'est une espèce répandue dans l'Indo-Pacifique tropical, entre 5 et environ 30 m de profondeur.